# 哈薩克斯坦—韓國關係
哈萨克斯坦－韓國關係是指哈萨克斯坦共和国与大韩民国之间的关系。哈萨克斯坦与韩国于1992年1月28日正式建立了外交关系，并在对方首都设置大使馆。此后两国在政治、经济和教育领域的合作不断发展。

## 历史
韩国和哈萨克斯坦于1992年1月正式建交。此后不久，韩国在阿拉木圖开设大使馆。1996年哈萨克斯坦亦在首爾开设大使馆。
1995年和2003年，哈萨克斯坦总统努尔苏丹·纳扎尔巴耶夫对韩国进行了两次正式访问。2004年，韩国总统盧武鉉访问哈萨克斯坦；2009年李明博访问了哈萨克斯坦。朴槿惠在2014年访问了哈萨克斯坦，她和纳扎尔巴耶夫总统同意加强两国经济和投资合作以及技术交流。

## 经贸关系

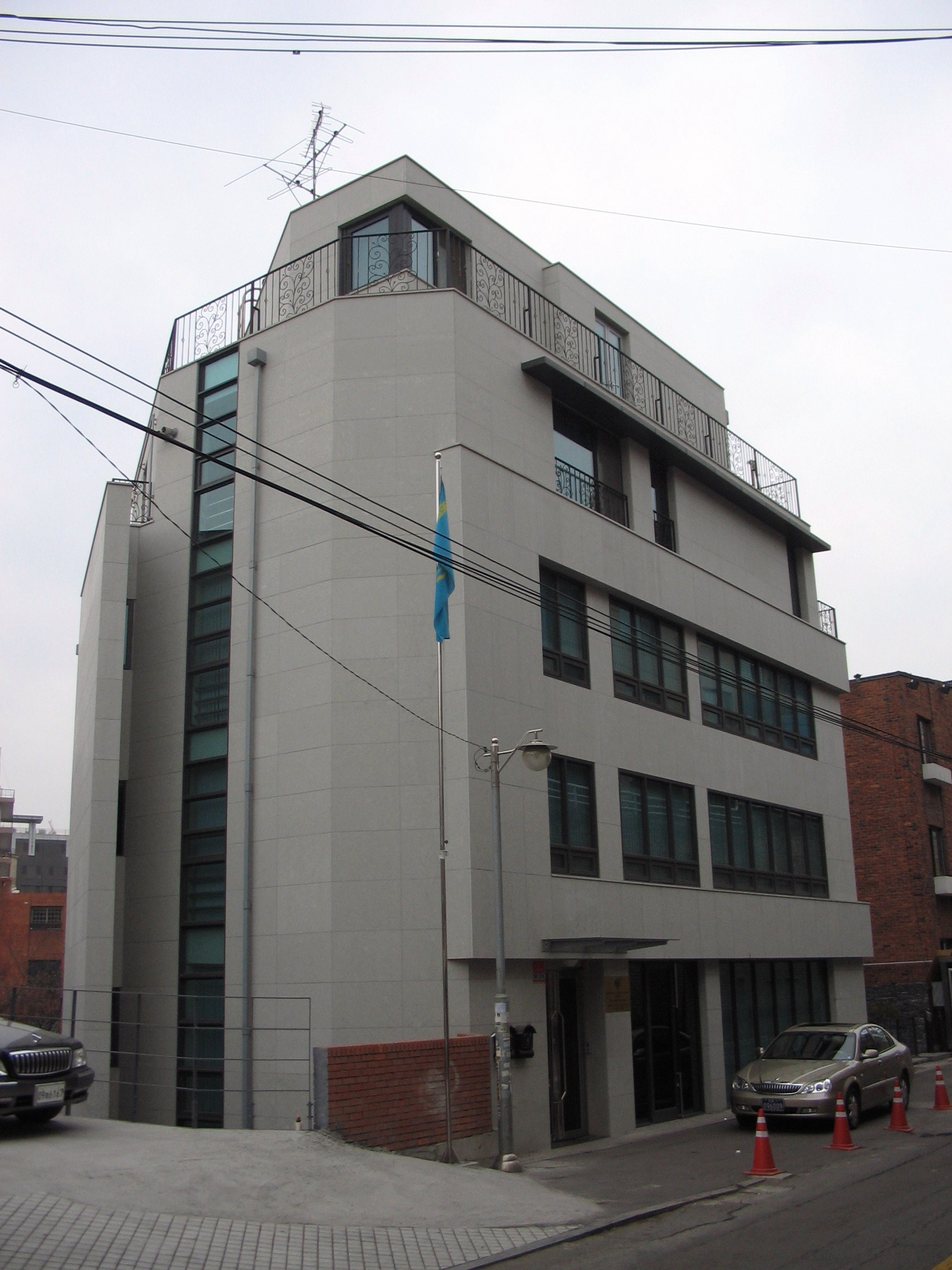
哈萨克斯坦驻韩国首尔大使馆

自哈萨克斯坦独立以来，韩国和哈萨克斯坦的经济联系不断加深，哈萨克斯坦已成为韩国在中亚地区最重要的贸易伙伴。韩国企业在哈萨克斯坦的投资超过20亿美元，韩国投资者在哈萨克斯坦的300多家公司拥有投资。2008年，韩国最大的银行之一國民銀行以约6.34亿美元收购了哈萨克斯坦中央信贷银行30%的股份。
韩国对哈萨克斯坦的主要出口产品包括汽车、电视和其他电子产品。哈萨克斯坦主要向韩国出口原材料，如铜和锌。2008年，兩國雙邊的貿易額為698萬美元。
韩国公司也参与了哈萨克斯坦的石油工业。里海石油项目韩国财团由韩国国家石油公司牵头，SK集团、LG集团、三星和大成实业等数个韩国集团参与，共同开发位于裏海的江布尔油田。根据协议，该财团将拥有27%的钻探权，根据进一步勘探的情况，可以购买一半的钻探权。据估计，该油田原油储量达10亿桶。
2009年5月，两国签署了一项协议。协议包括韩国企业以25亿美元投资哈萨克斯坦南部一座新电厂。届时韩国电力公司和三星C&T将拥有65%股份，该电厂计划在2014年完工。
2014年，韩国总统朴槿惠访问哈萨克斯坦时表示支持《哈萨克斯坦2050年经济发展战略》。

## 文化教育交流
2005年韩国总统卢武铉访问哈萨克斯坦时，韩国哈萨克斯坦研究协会（AKSK）成立。该协会旨在改善两国之间的双边关系，并开展哈萨克斯坦民族的学术研究。有许多韩国教師在哈萨克斯坦大專院校任教。韓國政府也在阿拉木圖、塔什干以及比什凱克建立教育中心，提供韓語課程。

## 哈萨克斯坦高丽人
20世纪30年代末，成千上万苏联境内的朝鲜族人被苏联政府以“遏制日本间谍的渗透活动”为由驱逐到中亚，这些人被称为“高丽人”。据估计，至今仍有10万高丽人居住在哈萨克斯坦境内。这些高丽人的存在加强了韩国与哈萨克斯坦的联系。